# Sandviksåsen
Sandviksåsen este o arie protejată (arie specială de conservare — SAC, sit de importanță comunitară — SCI) din Suedia întinsă pe o suprafață de 63,7 ha, integral pe uscat.

## Localizare
Centrul sitului Sandviksåsen este situat la coordonatele 59°40′18″N 17°31′15″E / 59.6717°N 17.5208°E.

## Înființare
Situl Sandviksåsen a fost declarat sit de importanță comunitară în ianuarie 1997 pentru a proteja un număr necunoscut de specii din flora spontană și fauna sălbatică aflate în arealul zonei. Situl a fost desemnat, de asemenea, ca Zonă Specială de Conservare în martie 2011.

## Biodiversitate
Situată în ecoregiunea boreală, aria protejată conține 5 habitate naturale: Taiga vestică, Păduri de conifere pe eskere fluvioglaciare sau legate la acestea, Pajiști fino-scandinave uscate până la mezice, bogate în specii de altitudine mică, Păduri aluvionare cu Alnus glutinosa și Fraxinus excelsior (Alno-Padion, Alnion incanae, Salicion albae), Lacuri eutrofice naturale cu vegetație de tip Magnopotamion sau Hydrocharition.
La baza desemnării sitului se află un număr nedeclarat de specii protejate.